# Исторические районы Кёнджу

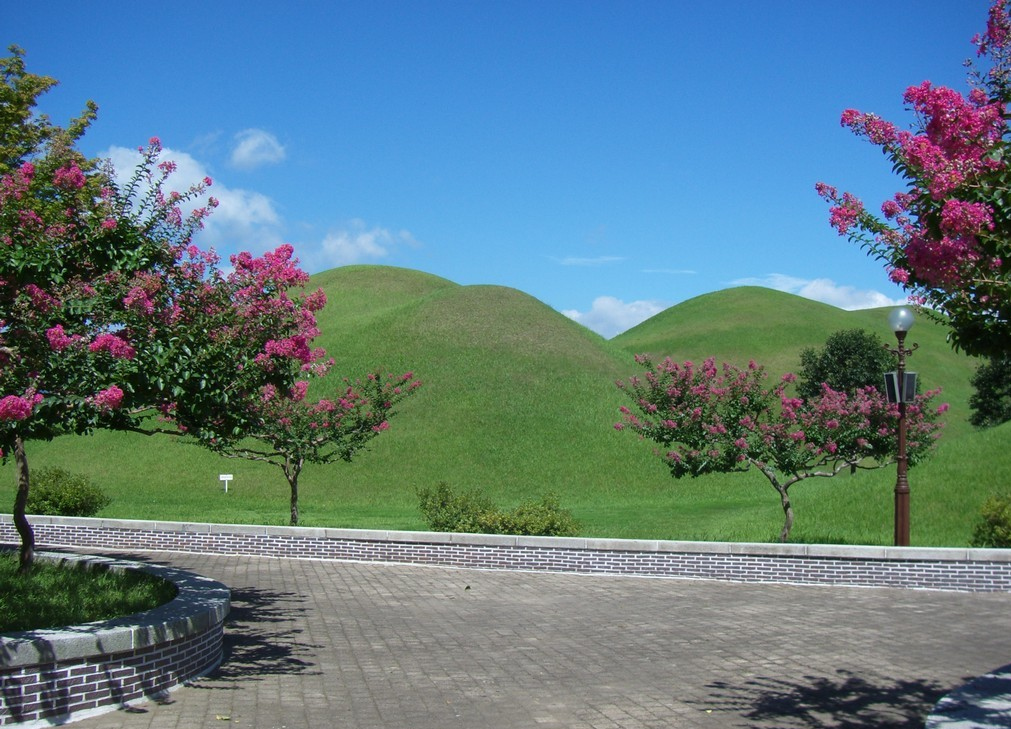

Исторические районы Кёнджу — древние районы города Кёнджу провинции Кёнсан-Пукто, Южная Корея. В 2000 году были включены ЮНЕСКО в список Всемирного наследия. В настоящее время в этих районах создан музей под открытым небом, в котором представлены развалины древних храмов, дворцов, пагод, статуй и других остатков культуры древнекорейского государства Силла. Эти исторические районы являются одним из крупнейших мировых музеев под открытым небом.

## Пояс горы Намсан

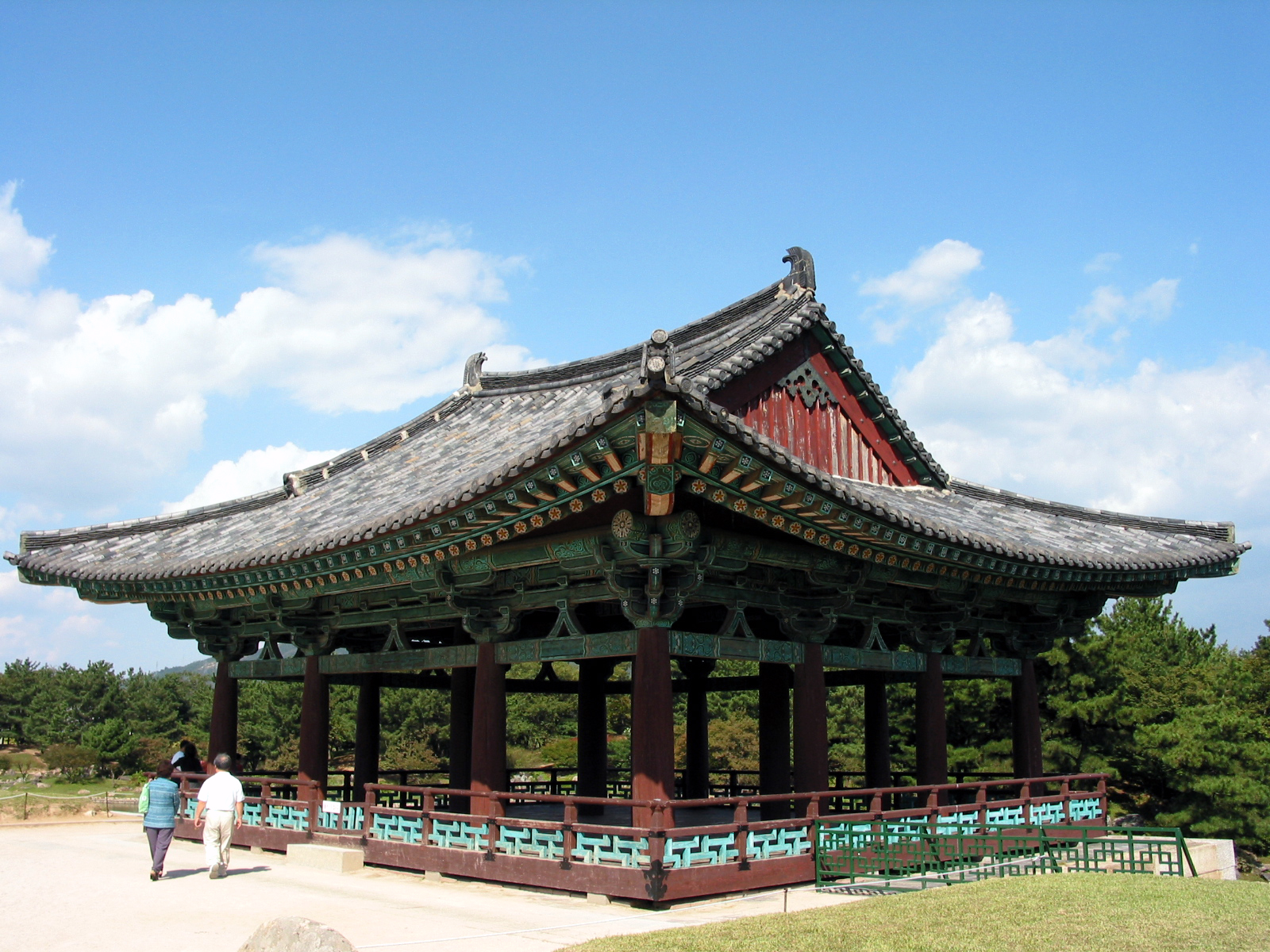
Восстановленный павильон у пруда Анапчи

Пояс горы Намсан, как следует из названия, расположен на горе Намсан, священном месте в Силла. Здесь находят как буддийские, так и шаманистские предметы. В районе этой горы лежат руины 122 храмов, 64 каменных пагод, 53 каменных статуй и 16 каменных светильников. Другие примечательные места включают Намсанскую крепость (построена в 591 году), павильон Пхосокчон, и пруд Сочхульджи. Гора Намсан известна также тем, что на её каменных склонах высечено множество буддийских изображений. Самый известный образец такого искусства — камень Будды, расположенный в долине Тапколь и состоящий из трёх каменных стен, украшенных изображениями Будды и его учеников.

## Пояс Вольсон

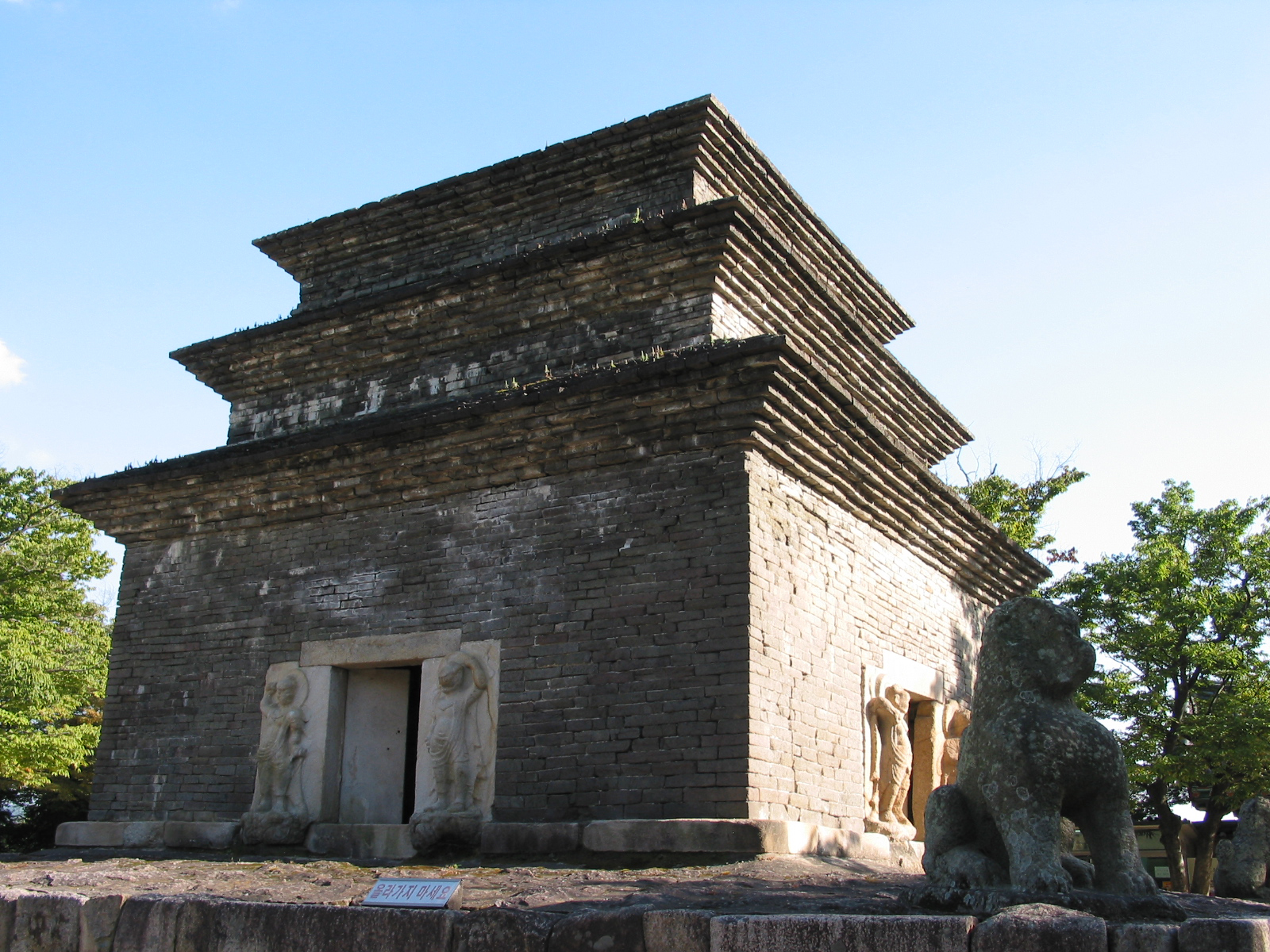
Развалины пагоды у храма Пунхванса

Главной достопримечательностью этой части исторических областей Кёнджу являются руины Панвольсона (Дворец Полумесяца), лес Керим, развалины и реконструированные павильоны искусственного пруда Анапчи, развалины дворца Имхэджон и знаменитая обсерватория Чхомсондэ.

## Пояс парка Тумули

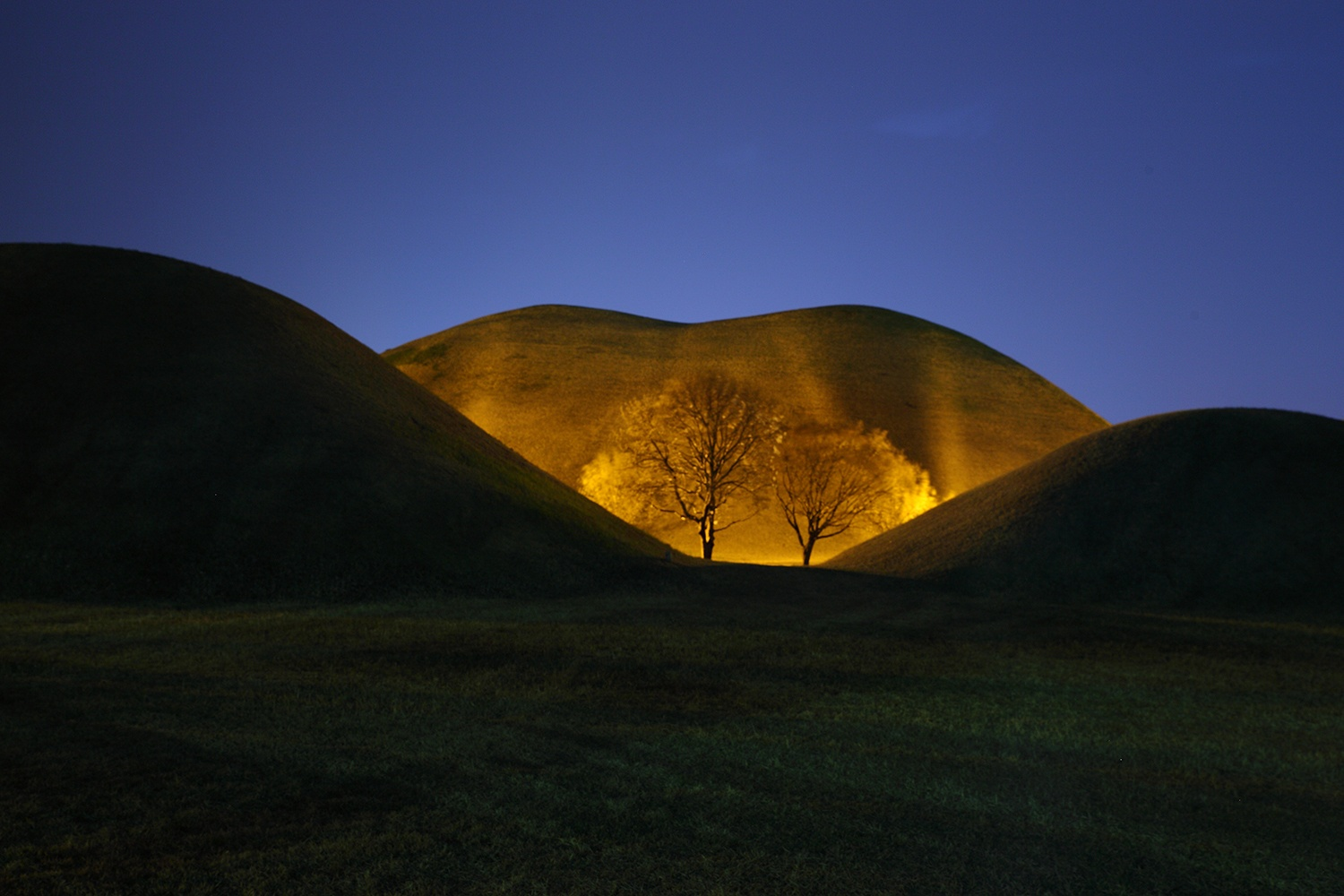
Пояс парка Тумули

Этот район состоит из трёх групп королевских гробниц. Большинство из них сделано в виде куполов или земляных насыпей. Однако некоторые выполнены в форме тыквы или полумесяца. В результате раскопок на месте гробниц были обнаружены деревянные гробы, засыпанные галькой, а также множество предметов из золота, стекла и керамики. В эту группу гробниц входит известная Гробница небесного коня.

## Хваннёнса
Эта группа исторических сооружений находится среди развалин храмов Хваннёнса и Пунхванса. Считается, что Хваннёнса был самым большим храмом из когда-либо построенных в Корее, покрывая площадь в 80 тысяч м².
Храм Пунхванса частично сохранился до наших дней. В прошлом это был один из важнейших буддийских храмов в стране.